# Félix González-Torres
Félix González-Torres (* 26. November 1957 in Guáimaro, Kuba; † 9. Januar 1996 in Miami, Florida) war ein kubanisch-US-amerikanischer Installationskünstler, Fotograf und Bildhauer.

## Leben und Werk
Félix González-Torres, der noch in seinem Geburtsjahr mit seiner Schwester nach Puerto Rico gebracht wurde, studierte dort später auch Kunst. Seine erste Einzelausstellung hatte der seit 1979 in New York lebende Künstler 1990 in der dortigen Andrea Rosen Gallery, wo seine Werke bis zu seinem Tod gezeigt wurden. Die Galerie ist auch Verwalterin seines Nachlasses.
Seine Arbeiten wurden, sowohl zu Lebzeiten als auch postum, immer wieder von bekannten Museen zu Einzelausstellungen herangezogen. Rückblicke auf diese Arbeiten wurden vom Solomon R. Guggenheim Museum (New York, 1995), dem Sprengel-Museum (Hannover, 1997) und der Serpentine Gallery (London, 2000) organisiert.
Gonzalez-Torres war für seine ruhigen, minimalistischen Installationen und Skulpturen bekannt. Er verwendete oftmals Materialien wie Teile von Glühbirnen, Uhren oder verpackte Süßigkeiten. Seine Werke gelten als von seiner Erfahrung mit AIDS geprägt. Viele seiner Aufbauten verleiten den Betrachter dazu, ein Stück davon mitzunehmen; so erlaubte eine Reihe von Arbeiten den Besuchern, Süßigkeiten von einem Stapel am Rande des Ausstellungsraums zu nehmen. Eine andere Serie besteht aus einem Stapel sehr dünner Plastikfolien, welche auch hier vom Besucher genommen werden dürfen. Hierbei ersetzt der Aussteller die entnommenen Materialien.
Die verbreitetste Lesart der Werke betrachtet die hierdurch entstehenden Prozesse (Ausbrennen von Glühbirnen, Zerstreuung der Süßigkeiten-Stapel) als Metapher für das Sterben. Eins der markantesten Werke ist eine Reklametafel in New York, welche eine monochrome Fotografie eines leeren Bettes zeigt.
Seine erste Zielgruppe war sein Lebensgefährte Ross Laycock, dem er viele Werke widmete, insbesondere nachdem dieser an AIDS gestorben war. Auch Gonzalez-Torres wurde Opfer der Immunschwächekrankheit AIDS und verstarb am 9. Januar 1996 in Miami an der Erkrankung.
„Wenn mich die Menschen fragen, wer mein Publikum sei, so sage ich ganz ehrlich, ohne zu zögern: Ross. Das war mein Publikum. Die anderen Leute kamen einfach zu meiner Arbeit.“
Felix Gonzalez-Torres Arbeiten spiegeln die Unterschiede zwischen öffentlicher und privater Darstellung homoerotischer Begierden wider.  Er erkundete die Metaphorik wie auch die Empfindsamkeit der Schwulenszene, um sich mit Themen wie Liebe, Verlust, Abwesenheit und AIDS zu befassen. Die 1992 gemachte Fotografie des leeren Bettes entstand nach dem Tod seines Lebensgefährten. Es gilt als Hommage an diejenigen, die Freunde und Geliebte durch AIDS verloren.

## Ausstellungen
- Félix González-Torres, Rudolf Stingel. Neue Galerie Graz, 1994.
- 1997 Kunstmuseum St. Gallen.
- Museum Fridericianum Kassel.
- Hamburger Bahnhof, Museum für Gegenwart, Berlin, 2006.
- 2010/2011: Felix Gonzales-Torres. Specific Objects without Specific Forms. Museum für Moderne Kunst (MMK), Frankfurt am Main.
- 2011: Untitled (Placebo). Eingangshalle der Goethe-Universität, Frankfurt am Main, Candy Piece als Leihgabe aus dem Museum of Modern Art, New York City.
- 2016: Felix Gonzalez-Torres, Rockbund Art Museum, Shanghai, Volksrepublik China.